# Czarny Bór (gemeente)
De gemeente Czarny Bór is een landgemeente in het Poolse woiwodschap Neder-Silezië, in powiat Wałbrzyski.
De zetel van de gemeente is in Czarny Bór.
Op 30 juni 2004 telde de gemeente 4804 inwoners.

## Oppervlakte gegevens
In 2002 bedroeg de totale oppervlakte van gemeente Czarny Bór 66,31 km², waarvan:
- agrarisch gebied: 61%
- bossen: 35%

De gemeente beslaat 12,9% van de totale oppervlakte van de powiat.

## Demografie
Stand op 30 juni 2004:
| Omschrijving                   | Totaal | Totaal | Vrouwen | Vrouwen | Mannen | Mannen |
| ------------------------------ | ------ | ------ | ------- | ------- | ------ | ------ |
| eenheid                        | aantal | %      | aantal  | %       | aantal | %      |
| inwoners                       | 4804   | 100    | 2456    | 51,1    | 2348   | 48,9   |
| bevolkingsdichtheid (inw./km²) | 72,4   | 72,4   | 37      | 37      | 35,4   | 35,4   |

In 2002 bedroeg het gemiddelde inkomen per inwoner 1508,97 zł.

## Aangrenzende gemeenten
Boguszów-Gorce, Kamienna Góra, Marciszów, Mieroszów, Stare Bogaczowice